# Salida del aire de NTN24 en Venezuela
La salida del aire de NTN24 en Venezuela fue un suceso ocurrido durante las protestas en el país en el año 2014. El 12 de febrero de ese mismo año, por orden del presidente Nicolás Maduro, la Comisión Nacional de Telecomunicaciones de Venezuela (Conatel) ordenó a los cableoperadores del país a sacar de sus grillas televisivas a NTN24 por dar cobertura a los sucesos ocurridos ese día en Caracas. Para las seis de la tarde del 12 de febrero, el canal de origen colombiano, estaba fuera del aire de los cableoperadores de Venezuela sin recibir una notificación previa o la realización de un procedimiento legal.

## Antecedentes
A principios del año 2014, iniciaron protestas contra el gobierno de Nicolás Maduro. En las ciudades de Mérida y Táchira se registraron violaciones de los derechos humanos ante los estudiantes de la Universidad de Los Andes en ambas sedes. Las protestas llegaron a Caracas el 12 de febrero de 2014, cuando líderes de la oposición venezolana como Antonio Ledezma, María Corina Machado y Leopoldo López convocaron a "La Salida", un campaña de protestas ante el descontento de la delincuencia, la escasez de productos básicos y los altos índices de violencia del gobierno de Nicolás Maduro.
Aquel día se registraron fuertes disturbios en la ciudad de Caracas. Hubo dos asesinatos, de los cuales el gobierno venezolanos responsabilizó a María Corina Machado y Leopoldo López por sus discursos que incitaban al odio. NTN24 fue el único medio en hacer cobertura en vivo de los sucesos ocurridos en Caracas. Estuvieron presente durante los disturbios; luego entrevistaron a María Corina Machado y Leopoldo López para que dieran su testimonio de lo ocurrido aquel día, justamente en ese momento, el canal, fue avisado por los cables operados de la orden de la Comisión Nacional de Telecomunicaciones de Venezuela (Conatel) de sacarlo de sus grillas televisivas.

## Hechos

Logo de NTN24.

La salida del aire de NTN24 ocurrió el 12 de febrero del 2014 alrededor de las seis de la tarde, luego de ser el único canal en cubrir los sucesos de aquel día. Por orden del presidente Nicolás Maduro, la Comisión Nacional de Telecomunicaciones de Venezuela (Conatel) ordenó a los cableoperadores del país a sacar de sus grillas televisivas al canal de origen colombiano.
Minutos antes de conocer la orden, el entonces Director de Conatel, William Castillo, había publicado en su cuenta de Twitter: "Hacemos una llamado a medios internacionales a que se respeten al pueblo venezolano. Promover la violencia y el desconocimiento de autoridades es delito".
Claudia Gurisatti, directora general de NTN24, argumentó que se enteró de la decisión de Conatel por los cableoperadores. El canal nunca recibió ninguna advertencia ni la solicitud de un proceso judicial o legal. Al día siguiente de los hechos ocurridos durante el 12 de febrero, durante una cadena nacional de radio y televisión, el presidente Nicolás Maduro acusó al canal de fomentar la violencia. Expresó que sacar del aire a NTN24 fue una decisión de Estado

## Uso de internet
Luego que NTN24 fuera eliminado de la programación de los cableoperadores, comenzaron a transmitir los sucesos ocurridos a través de su página web y cuenta de Youtube. El 16 de febrero del 2014, sin recibir una notificación previa, fue bloqueado el acceso a NTN24.com por los proveedores de Internet en Venezuela, por orden de la Comisión Nacional de Telecomunicaciones de Venezuela (Conatel), siendo su cuenta de YouTube el único medio donde el canal pueda informar.

## Mirada internacional
En su momento, la salida del aire de NTN24 fue condenada por distintas estancias internacionales. Organizaciones como Amnistía Internacional, Reporteros sin Fronteras y la Federación de Periodistas de España rechazaron la medida tomada por el gobierno. Miembros del Parlamento Europeo y Congreso de los Estados Unidos condenaron la decisión del presidente Nicolás Maduro.

## Comité de Derechos Humanos
En el mes de agosto del 2016, luego de haberlo intentando ante la instancia nacional, la organización Espacio Público, junto al apoyo de Expresión Libre y el Colegio Nacional de Periodistas, introdujo ante el Comité de Derechos Humanos el caso de la salida del aire de NTN24.  
La organización argumenta que el caso es un ejemplo de la violación de los derechos humanos en Venezuela, en el cual, no se respetaron los procesos judiciales y legales que ameritan dicha acción. La misma organización realizó una demanda contra el Estado ante el Tribunal Supremo de Justicia (TSJ) el 28 de julio de 2015. Quienes aseguran que lo hacen por el derecho a la libertad de expresión en el país. Espacio Público solicitó al Comité de Derechos Humanos que declare:
1. Que el Estado de Venezuela violó el derecho humano de las víctimas a la libertad de expresión e información offline y en línea, reconocido en el artículo 19 del Pacto Internacional de Derechos Civiles y Políticos, en conexión con las obligaciones generales de respeto y garantía, y de adoptar disposiciones de Derecho Interno, en los términos establecidos por los artículos 2.1 y 2.2 del mismo instrumento internacional.
2. Que el Estado de Venezuela violó el derecho humano de las víctimas a la participación en la dirección de los asuntos públicos en relación con la libertad de expresión e información, establecido en el artículo 25 del Pacto en conexión con el artículo 19, así como las obligaciones generales de respeto y garantía y de adoptar disposiciones de Derecho Interno, en los términos pautados por los artículos 2.1 y 2.2 del Pacto Internacional
3. Que el Estado de Venezuela violó el derecho al recurso judicial efectivo y al debido proceso, consagrados en los artículos 2.3 y 14 del Pacto Internacional de Derechos Civiles y Políticos, en relación con las obligaciones generales de respeto y garantía, y de adoptar disposiciones de Derecho Interno, según los artículos 2.1 y 2.2 del Pacto.
4. Que el Estado de Venezuela debe permitir inmediatamente que las cable operadoras de televisión por cable puedan transmitir libremente y sin represalias la señal del canal internacional NTN24 así como permitir el acceso a sus portales web, mediante el cumplimiento de medidas provisionales, luego sustituidas por la decisión de fondo.
5. Que el Estado de Venezuela debe adoptar las disposiciones legislativas y de otro carácter que sean necesarias para garantizar el derecho a la libertad de expresión e información, así como los otros derechos humanos violados, pasando por modificar los artículos 10 y 27 de la Ley de Responsabilidad Social en Radio, Televisión y Medios Electrónicos (Ley Resorte), suprimir los Comunicados Intimidatorios de Conatel, abstenerse de emitir nuevas declaraciones intimidatorias, y en su lugar adoptar declaraciones públicas y medidas que alienten la libertad de expresión, y accionar de manera positiva y diligente medidas tendientes a la desmonopolización de la política oficial y al fortalecimiento de los principios de pluralidad y diversidad.
6. Que el Estado de Venezuela debe adoptar las medidas y prácticas que sean requeridas para prevenir la repetición de los hechos que conforman el presente caso.
7. Que el Estado de Venezuela está obligado a pagar a las víctimas identificadas una suma adecuada para resarcirlas por las costas relacionadas con las gestiones realizadas en los procesos internos y ante el sistema universal de derechos humanos.

Hasta la fecha, el gobierno venezolano ha descartado la decisión.

## NTN24 Venezuela durante las protestas del 2017
Durante la nueva jornada de protestas, NTN24 sigue operando a través de sus redes sociales y su canal de YouTube. Sus reporteros y fotógrafos han sido víctimas de represiones por parte de las fuerzas de seguridad del Estado.